# Diastella fraterna
Diastella fraterna är en tvåhjärtbladig växtart som beskrevs av J.P. Rourke. Diastella fraterna ingår i släktet Diastella och familjen Proteaceae. Inga underarter finns listade i Catalogue of Life.